# مدل قیمت‌گذاری دارایی‌های سرمایه‌ای

نمونه‌ای از تخمین مدل قیمت‌گذاری دارایی‌های سرمایه‌ای، در میانگین صنعتی داو جونز

مدل قیمت‌گذاری دارایی‌های سرمایه‌ای (به انگلیسی: Capital Asset Pricing Model) در امور مالی، روشی برای مدل‌سازی میزان ریسک مالی است و ارتباط میان میزان ریسک و نرخ بازده مورد انتظار یک دارایی را توضیح می‌دهد، اگر این دارایی در یک سبد سهام متنوع و در رابطه با قیمت‌گذاری اوراق بهادار ریسک‌دار استفاده شده باشد. یکی از روش‌هایی که به سرمایه‌گذاران در تبیین ریسک و بازده سرمایه‌گذاری کمک می‌کند، استفاده از مدل قیمت‌گذاری دارایی‌های سرمایه‌ای است. این مدل نخستین بار توسط ویلیام شارپ در سال ۱۹۶۰ معرفی گردید. در مدل شارپ که مدل استاندارد قیمت‌گذاری دارایی‌های سرمایه‌ای نیز نامیده می‌شود، اثر ریسک سیستماتیک بر پرتفولیو سرمایه‌گذاری توسط ضریب بتا، که به وسیلهٔ تحلیل رگرسیونی بازده و بازده مبنا محاسبه می‌شود، مورد ارزیابی قرار می‌گیرد.
اغلب سرمایه‌گذاری‌ها به علت نوسان‌پذیری که در بازده آن‌ها ایجاد می‌شود، دارای ریسک می‌باشند و تاکنون اقتصاددانان مالی الگوهای متفاوتی را برای اندازه‌گیری میزان این ریسک ارائه داده‌اند. نظریه بازار سرمایه با استفاده از نظریه پرتفولیو و تعمیم آن، مدلی را برای قیمت‌گذاری دارایی‌های ریسک‌دار استخراج می‌کند، که خروجی نهایی این نظریه به نام مدل قیمت‌گذاری دارایی‌های سرمایه‌ای، این امکان را فراهم می‌سازد تا نرخ بازده هر دارایی ریسک‌دار تعیین شود. عامل اصلی که منجر به بسط نظریه بازار سرمایه می‌شود، مفهوم دارایی بدون ریسک است، که این دارایی، همبستگی صفر با سایر دارایی‌های ریسک‌دار خواهد داشت و همواره نرخ بازده آن بدون ریسک خواهد بود. مدل‌سازی قیمت گذاری دارایی‌های سرمایه‌ای کمک می‌کند تا ریسک سرمایه‌گذاری و نرخ بازده سهام مورد انتظار، محاسبه شود. نقطه آغاز این مدل، نرخ بازده بدون ریسک است و به نرخ پاداش اضافه می‌شود، که سرمایه‌گذاران همواره به دلیل پذیرش ریسک بیشتر، انتظار آن را نیز خواهند داشت. ضریب بتا؛ واحد اندازه‌گیری ریسک سیستماتیک مربوط به سهام است، که درجه حساسیت تغییرپذیری بازده هر سهم را نسبت به تغییرپذیری میزان بازده بازار اندازه‌گیری می‌کند.